# Wiener Singverein
Der Wiener Singverein (offiziell: Singverein der Gesellschaft der Musikfreunde in Wien) ist der Konzertchor des Wiener Musikvereins mit rund 240 aktiven Mitgliedern.

## Vorgeschichte
1812 wurde in der Winterreitschule der Wiener Hofburg das Händel-Oratorium Timotheus oder die Gewalt der Musik aufgeführt, ein Ereignis, das einen wesentlichen Impuls zur Gründung der Gesellschaft der Musikfreunde in Wien darstellte. Auf Antonio Salieris Initiative gehen die ersten Choraktivitäten des Musikvereins zurück. Im August 1817 wurde mit „24 Zöglingen beiderlei Geschlechts“ eine Chorschule begründet, deren Leitung Philipp Korner und Joseph Frühwald übernahmen, die die Choristen nach der Methode des Domkapellmeisters Joseph Preindl (Oberleitung: Vinzenz Hauschka) unterrichteten. Ein erster Auftritt des Musikvereins-Chores erfolgte dann am 3. Mai 1818 im Großen Redoutensaal. Am 7. Mai 1824 war dieser Chor auch an den Wiener Erstaufführung der Missa solemnis und der Uraufführung der 9. Sinfonie von Ludwig van Beethoven in der Hofoper im Kärntnertortheater beteiligt.

## Geschichte

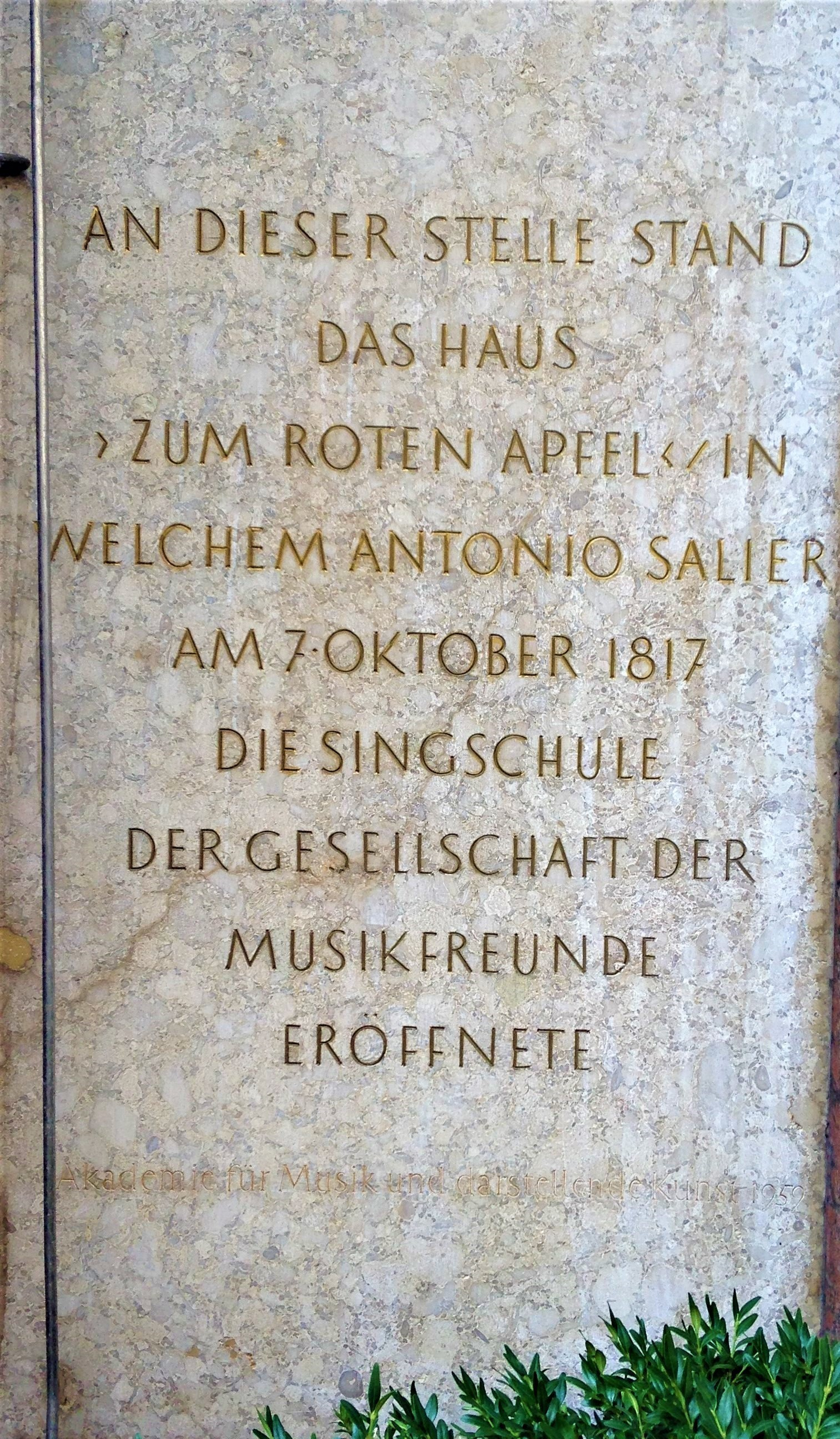
1817 gründete Salieri zur Ausbildung von Solisten und Choristen des Musikvereins die Singschule im Haus zum Roten Apfel, Singerstraße

Das Gründungsdatum des Chors in seiner heutigen Form ist 1858. Erster Chefdirigent bis zu seinem Wechsel an die Wiener Hofoper war Johann von Herbeck. Die Reihe der Uraufführungen, an denen der Singverein maßgeblich beteiligt war, reicht von Franz Schubert (dem Singspiel Die Verschworenen, dem Musikalischen Drama Lazarus), Brahms (Ein deutsches Requiem), über Anton Bruckner (Messe f-Moll, Te Deum), Gustav Mahler (8. Sinfonie) und Franz Schmidt (Das Buch mit sieben Siegeln), bis hin zu Komponisten der zweiten Nachkriegszeit wie Gerd Kühr, Christian Muthspiel, Arvo Pärt, Wolfram Wagner und Otto M. Zykan. Zu den wichtigen Wiener Erstaufführungen gehörten u. a. 1866 La damnation de Faust und diverse weitere Werke von Berlioz, 1898 Quattro pezzi sacri von Verdi sowie 1964 Benjamin Brittens War Requiem unter Leitung des Komponisten, mit Peter Pears und Dietrich Fischer-Dieskau in den Solopartien.
Seit seiner Gründung ist der Singverein Partner bedeutender Dirigenten, darunter Franz Schalk, Wilhelm Furtwängler, Dimitri Mitropoulos, Karl Böhm und Leonard Bernstein. Von 1947 bis 1989 prägte Herbert von Karajan das Profil des Chores und machte den Wiener Singverein auch durch Schallplattenaufnahmen und Konzertfilm-Produktionen auf Laserdisc weltbekannt. 1957 war der Wiener Singverein einer der Preisträger des Karl-Renner-Preises der Stadt Wien.
Konzerttourneen gab es nach Australien, Japan und in die USA; weitere Konzerte u. a. in Israel, Athen, Berlin, Budapest, Frankfurt, London, Madrid, Moskau, München, Paris, Pisa, Rom und Zürich, ferner auch 1959 eine Aufführung des Bruckner-Te Deums im Vatican sowie 1985 jene von Mozarts Krönungsmesse bei einem Hochamt mit Papst Johannes Paul II. im Petersdom unter der Leitung von Karajan.

## Chordirektoren
Zu den Chordirektoren nach Johann Herbeck zählen Johannes Brahms, Ferdinand Grossmann, Reinhold Schmid, Helmuth Froschauer und seit 1991 Johannes Prinz.

## Dirigenten, Orchester und Ehrenmitglieder
In jüngerer Zeit arbeiteten mit dem Wiener Singverein u. a. Alain Altinoglu, Leif Ove Andsnes, Giovanni Antonini, Christian Arming, Daniel Barenboim, Jiří Bělohlávek, Bertrand de Billy, Herbert Blomstedt, Michael Boder, Ivor Bolton, Andrey Boreyko, Pierre Boulez, Rudolf Buchbinder, Semjon Bytschkow, Karina Canellakis, Diego Cerretta, Riccardo Chailly, Myung-Whun Chung, Christoph von Dohnányi, Gustavo Dudamel, Christoph Eschenbach, Wladimir Fedossejew, Ádám Fischer, Rafael Frühbeck de Burgos, James Gaffigan, Daniele Gatti, Waleri Gergijew, Gustavo Gimeno, Alois Glaßner, Stefan Gottfried, Mirga Gražinytė-Tyla, Thomas Guggeis, Leopold Hager, Daniel Harding, Nikolaus Harnoncourt, Martin Haselböck, Manfred Honeck, Jakub Hrůša, Marie Jacquot, Kristjan Järvi, Paavo Järvi, Mariss Jansons, Philippe Jordan, Wladimir Jurowski, Dirk Kaftan, Kirill Karabits, Ton Koopman, Emmanuel Krivine, Markus Landerer, Fabio Luisi, Cristian Măcelaru, Sir Charles Mackerras, Klaus Mäkelä, Guido Mancusi, Wayne Marshall, Zubin Mehta, Cornelius Meister, Ingo Metzmacher, Felix Mildenberger, Riccardo Muti, Andris Nelsons, Jonathan Nott, Andrés Orozco-Estrada, Eiji Ōue, Seiji Ozawa, Krzysztof Penderecki, Andris Poga, Petr Popelka, Markus Poschner, Georges Prêtre, Sir Simon Rattle, François-Xavier Roth, Yutaka Sado, Esa-Pekka Salonen, Wolfgang Sawallisch, Michael Schønwandt, Lahav Shani, Dima Slobodeniouk, Tugan Sochijew, Stefan Soltesz, Juri Temirkanow, Christian Thielemann, Lorenzo Viotti, Marcello Viotti, Bruno Weil, Franz Welser-Möst, Johannes Wildner und Robert Zelzer.
Unter den kontinuierlich mit dem Singverein konzertierenden Wiener Orchestern sind zu nennen die Wiener Philharmoniker, die Wiener Symphoniker, das RSO Wien, das Tonkünstler-Orchester Niederösterreich, das Gustav Mahler Jugendorchester sowie u. a. beim Jubiläumskonzert der Gesellschaft der Musikfreunde im November 2012 erstmals auch der Concentus Musicus Wien.
Unter den auswärtigen Orchestern sind u. a. die Berliner Philharmoniker, die Staatskapelle Berlin, das Bayerische Staatsorchester, das City of Birmingham Symphony Orchestra, die Capella Leopoldina, das Cleveland Orchestra, das Concertgebouw-Orchester Amsterdam, das Philharmonia Orchestra London, Orchestre de Paris, Orchestre Philharmonique de Radio France und das Orchestre National de France, das Orchestre National du Capitole de Toulouse, das Grazer Philharmonische Orchester, das hr-Sinfonieorchester, das Gewandhausorchester Leipzig, das London Philharmonic Orchestra, das Orchestre philharmonique du Luxembourg, die Österreichisch-Ungarische Haydn-Philharmonie, das Mozarteum-Orchester Salzburg, das Pittsburgh Symphony Orchestra, das Philharmonie-Orchester Ōsaka, das Shanghai Symphony Orchestra, das Tschaikowsky-Symphonieorchester des Moskauer Rundfunks, die St. Petersburger Philharmoniker, das Orchester des Mariinski-Theaters, die Tschechische Philharmonie, die Orquesta Sinfónica de la Juventud Venezolana Simón Bolívar, das Orchestra Giovanile Luigi Cherubini, das West-Eastern Divan Orchestra sowie das Kammerorchester des Opernhauses Zürich.
Zu den Ehrenmitgliedern des Chores gehören u. a. Igor Strawinski, Herbert von Karajan, Franz Welser-Möst, Wladimir Fedossejew, Andrés Orozco-Estrada und Thomas Angyan.

## Jubiläum 2008
Die Jubiläums-Saison 150 Jahre Wiener Singverein (2008) wurde u. a. mit einer Konzertreise nach Moskau (Festakt mit der Missa Solemnis im Tschaikowski-Konservatorium), einem Festakt sowie einem gemeinsamen Konzert mit der Wiener Singakademie begangen, bei der sowohl im Musikvereinsgebäude als auch im Wiener Konzerthaus das Requiem von Hector Berlioz erklang. Als letzte Jubiläumskonzerte fanden in Amsterdam und Wien, gemeinsam mit dem Concertgebouw-Orchester Amsterdam unter Mariss Jansons vier Aufführungen von Antonín Dvořáks Requiem op. 89 sowie schließlich ein Leonard-Bernstein-Konzert und eine Festmesse mit Kardinal Christoph Schönborn mit der Aufführung von Beethovens Messe in C-Dur op. 86 im Stephansdom statt.
Die Saison 2009/10 begann u. a. mit einer Konzertreise nach Japan, wo in der Izumi-Hall in Osaka Konzerte mit Haydns Schöpfung und Brahms’ Requiem stattfanden. Unter der Leitung von Nikolaus Harnoncourt wurde anlässlich seines 80. Geburtstags wieder das Buch mit sieben Siegeln aufgeführt. Pierre Boulez leitete anlässlich seines 85. Geburtstages Konzerte mit den Wiener Philharmonikern und dem Singverein; zu Gehör kamen dabei das Lied der Nacht (Symphonie Nr. 3, op. 27) von Szymanowski und die Symphonie de psaumes von Strawinski sowie die Glagolitische Messe (Glagolská mše) von Janáček. Außerdem wurde der Chor erstmals von Christian Thielemann zur Aufführung von Beethovens 9. Sinfonie in dem Gesamtzyklus der Beethoven-Symphonien mit den Wiener Philharmonikern herangezogen. Auch am Wiener Sommernachtskonzert 2010, das die Philharmoniker im Park von Schloss Schönbrunn gaben und das live vom ORF und international auf 3sat übertragen wurde, war der Singverein mit der Darbietung von Otto Nicolais Mondchor aus den Lustigen Weibern von Windsor beteiligt. Nach zwei Aufführungen von Arthur Honeggers Jeanne d’Arc au bûcher im Linzer Brucknerhaus und in Wien – mit dem RSO unter Bertrand de Billy, Johanna Wokalek, Peter Matić, Herbert Lippert und den Wiener Sängerknaben – hat der Chor mit diesem Werk auch bei den Salzburger Festspielen in der Felsenreitschule gastiert. Es war das letzte Konzert von de Billy als Chefdirigent des RSO, die Jeanne verkörperte Fanny Ardant. Darüber hinaus bot der Singverein beim Musik-Festival Grafenegg Felix Mendelssohn Bartholdys Kantate Die erste Walpurgisnacht (MWV D 3) dar.

## 2010 bis 2021
Zur Feier des hundertjährigen Jubiläums der Uraufführung von Mahlers 8. Sinfonie (Sinfonie der Tausend), an der der Singverein im September 1910 beteiligt war, war der Chor neben dem Philharmonischen Chor München und dem Tölzer Knabenchor zur Mitwirkung in der Philharmonie im Gasteig eingeladen, die Aufführungen haben unter Leitung von Christian Thielemann im Oktober 2010 stattgefunden.
Für das Jahr 2011 wurden u. a. Konzerte mit Werken von Olivier Messiaen, Schostakowitsch und Mahler unter Ingo Metzmacher, Bruckners e-Moll-Messe und Chorwerke von Benjamin Britten, John Stainer, Henry Balfour Gardiner und Peter Planyavsky sowie ein Bach-Händel-Programm unter Johannes Prinz einstudiert. Erstmals fanden Auftritte unter der Leitung von Cornelius Meister und Gustavo Dudamel statt, der bei den Salzburger Festspielen eine Aufführung von Mahlers 2. Sinfonie (Auferstehungssinfonie) leitete.
Zu den Jubiläumskonzerten anlässlich der Feier 200 Jahre Musikverein 2012 zählten u. a. im Mai und Juni 2012 eine Darbietung von Chören Antonio Salieris unter Riccardo Muti sowie die der Gurre-Lieder von Arnold Schönberg unter Zubin Mehta, unter Mitwirkung des Männerchors der Staatsoper und des Wiener Kammerchors.
Auf Einladung von Wladimir Fedossejew und unter seiner Leitung wurde am 30. September 2012 in Moskau Honeggers Le Roi David dargeboten und zugleich in einer Livestream-Aufzeichnung übertragen. Ende Oktober 2012 trat der Singverein unter Christian Arming und Alois Glaßner wiederum mit geistlichen Werken von Beethoven, Mozart und Schubert in Osaka (Japan) auf.
Erstmals sang der Chor auch unter Manfred Honeck Werke von Mahler, Mozart und Herbert Willi.
Anlässlich des 200. Jahrestags der Aufführung von 1812 hat der Singverein am 28. und 29. November 2012 Händels Timotheus oder die Gewalt der Musik unter Nikolaus Harnoncourts musikalischer Leitung gemeinsam mit dem Concentus musicus als Festkonzert der Gesellschaft der Musikfreunde wieder zur Aufführung gebracht.
Nachdem der Singverein an der Wiener Erstaufführung von Berlioz’ La damnation de Faust unter Leitung des Komponisten am 16. Dezember 1866 mitgewirkt hatte, kam die „Dramatische Legende“ bei ihrer elften Einstudierung am 22. Februar 2013 unter Tugan Sochijew erneut zu Gehör.
Zum Abschluss der Jubiläumssaison haben die Wiener Symphoniker, ein Solistenensemble und der Singverein unter Ingo Metzmacher am 27. April 2013 in der von Kardinal Schönborn zelebrierten Messe im Wiener Stephansdom Bruckners Messe in f-Moll zu Gehör gebracht.
Auf Einladung von Cecilia Bartoli und mit ihr als Sopransolistin war der Singverein bei den Salzburger Pfingstfestspielen 2013 zu Gast und sang dort unter Daniel Barenboim am 20. Mai Brahms’ Deutsches Requiem. Mit Carole Alston trat der Singverein im Juni 2013 in einem Gospel-Konzert auf. Außerdem wirkte er bei der Grazer Erstaufführung der Gurre-Lieder im dortigen Opernhaus mit. Neuerlich wirkte der Singverein unter Gustavo Dudamel bei der Aufführung von Mahlers Sinfonie der Tausend bei den Salzburger Festspielen 2013 mit und sang erstmals im Cánkarjev dóm in Ljubljana.
Zwei Konzerte mit Werken von Mahler und Verdi fanden im Wolkenturm beim Musik-Festival in Grafenegg unter Orozco-Estrada statt.
Im November 2013 gastierte der Wiener Singverein gemeinsam mit den Wiener Philharmonikern zunächst neuerlich in der vatikanischen Basilika St. Paul vor den Mauern in Rom.
Erstmals seit 1979 fand dann in der Suntory Hall wieder ein Gastspiel in Tokio – und zuvor in Kawasaki – statt: Der Abschluss des Beethoven-Zyklus der Wiener Philharmoniker mit der 9. Sinfonie. Das Konzert unter der Leitung von Christian Thielemann wird im Japanischen Fernsehen übertragen.
Im Winter und Frühjahr 2014 fanden neben Konzerten in Wien (mit Werken von Josef Rheinberger, Charles Gounod und Mahler) auch Gastspiele in der Philharmonie Luxembourg (Ein deutsches Requiem) und in Aix-en-Provence (Bachs Johannes-Passion im Grand Théâtre de Provence) statt.
Bei den Salzburger Festspielen 2014 bot der Singverein unter Barenboim mit Plácido Domingo als Solist und den Wiener Philharmonikern das Requiem von Max Reger dar. Weiters sang der Chor u. a. Dvořáks Stabat mater (unter Fedossejew), Schuberts Lazarus (unter Metzmacher) und Verdis Requiem (unter Riccardo Muti). Im Dezember 2014 interpretierte der Singverein den A-cappella-Chor Friede auf Erden von Schönberg und erstmals in seiner Geschichte das Stabat Mater von Francis Poulenc. Es schlossen sich das Stabat Mater von Szymanowski, die Glagolitische Messe von Janáček und die Messa di Gloria von Giacomo Puccini an.
Am 8. Mai 2015 wirkte der Singverein bei dem von der Österreichischen Bundesregierung ausgerichteten Fest der Freude anlässlich des 70. Jahrestages der Befreiung Europas vom Naziterror mit. Es wurde unter Leitung von Philippe Jordan mit den Wiener Symphonikern und den Solisten Michaela Kaune, Anke Vondung, Burkhard Fritz und Gábor Bretz Beethovens 9. Sinfonie mit der Ode an die Freude dargeboten.
Die beiden letzten Projekte der Saison waren die Mitwirkung im dritten Akt von Richard Wagners Bühnenweihfestspiel Parsifal mit dem Birmingham Symphony Orchestra (mit Klaus Florian Vogt, Georg Zeppenfeld, James Rutherford und Ursula Müller) sowie Mahlers 3. Sinfonie unter Mariss Jansons im Musikverein und in der Mailänder Scala.
Im August 2015 war der Singverein an der Eröffnung des Festival Grafenegg beteiligt, unter Orozco-Estrada, der die Tonkünstler leitete, erklang Orffs Carmina burana mit Daniela Fally und Michael Volle.
Im Oktober sang der Singverein erstmals unter Manfred Honeck Franz Schmidts Buch mit sieben Siegeln (den Johannes interpretierte Christian Elsner). Außerdem wirkte der Chor bei zwei Konzerten des Cleveland-Orchesters (mit Mahler- und Verdi-Programmen) mit. Im Lisztzentrum Raiding wurde die nur mit Klavier- und Harmonium-Begleitung besetzte Originalfassung von Rossinis Petite Messe aufgeführt.
Das Konzert unter Simon Rattle mit den Berliner Philharmonikern (Beethovens 9. Sinfonie) am 14. November wurde dem Andenken an die Opfer der Anschläge in Paris am Vortag gewidmet.
Unter Mariss Jansons wurde mit den Wiener Philharmonikern neuerlich die Psalmensinfonie dargeboten. Am 27. Jänner 2016 wirkte der Singverein unter Fedossejew erstmals an der Darbietung von Alfred Schnittkes Faust-Kantate mit. Im Rahmen des Musikvereins-Zyklus „Wiener Singverein“ trat der Chor in Mendelssohns Oratorium Elias unter Daniele Gatti auf.
Ende Februar 2016 war der Singverein zu einer Konzert-Tournee nach Japan eingeladen und gab Konzerte in Nagano, Osaka und Tokio. Am 24. März folgte das Gastspiel mit Verdis Requiem in Luxemburg, erstmals unter dem dortigen neuen Chefdirigenten Gustavo Gimeno. Am 9. April bot der Singverein (gemeinsam mit den Wiener Sängerknaben und dem RSO unter Cornelius Meister) erstmals Brittens Spring Symphony dar.
Anlässlich des 25-jährigen Jubiläums von Johannes Prinz als Chorleiter des Singvereins hat der Chor für das Konzert am 24. April ein A-cappella-Programm nach der Konzeption von Prinz und Joachim Reiber erarbeitet, in dem insbesondere auch Johanna Wokalek und Michael Heltau mit Lesungen zum Thema „Herzgedanken“ hervortraten. Im Rahmen des Programms wurde Wolfram Wagners Chorwerk Verirrt uraufgeführt. Außerdem kamen Werke von Brahms, Debussy, Fauré, Alberto Favero, Gastoldi, Holst, Liszt/Reiter, Mahler, Pizzetti, Seiber sowie Richard Wagner/Gottwald zu Gehör.
Am 8. Mai 2016 wirkte der Singverein sowohl im Musikverein an der Darbietung von Mahlers Auferstehungssinfonie (Dirigent: Zubin Mehta, Wiener Philharmoniker), als auch am Fest der Freude am Wiener Heldenplatz mit. Hier wurde unter Christoph von Dohnányi mit den Wiener Symphonikern und Thomas Hampson Arnold Schönbergs Ein Überlebender aus Warschau interpretiert, in dem der Männerchor des Singvereins das Schma Jisrael anstimmte.
Unter Sokhiev wurde Berlioz’ Requiem und unter Philippe Jordan Mahlers 3. Sinfonie dargeboten. Der Chor nahm auch an der Abschiedsfeier der Bundesregierung für Bundespräsident Heinz Fischer im Burgtheater teil.
Am 1. Juli gastierte der Chor erstmals beim Rheingau-Festival im Kloster Eberbach und interpretierte dort unter Orozco-Estrada mit dem Orchester des Hessischen Rundfunks Beethovens Missa solemnis.
Als erstes Konzert der Saison 2016/17 fand in Grafenegg eine Darbietung der Ode an die Freude unter dem neuen Chefdirigenten des Tonkünstler-Orchesters, Yutaka Sado, statt, die für den ORF und das japanische Fernsehen aufgezeichnet wurde. Anschließend wurde unter Welser-Möst mit dem Cleveland-Orchester in St. Florian eine DVD-Aufzeichnung von Brahms’ Deutschem Requiem realisiert. Als erstes Konzert in Wien wurde am 2. Oktober 2016 Josef Gabriel Rheinbergers achtstimmige A-cappella-Messe in Es-Dur im Stephansdom dargeboten. Unter Philippe Jordan wurde mit den Wiener Symphonikern Verdis Requiem dargeboten. Mit den Wiener Philharmonikern unter Riccardo Muti schlossen sich Aufführungen von Luigi Cherubinis Requiem in c-Moll an, das der Singverein bereits 1873 unter Johannes Brahms dargeboten hatte.

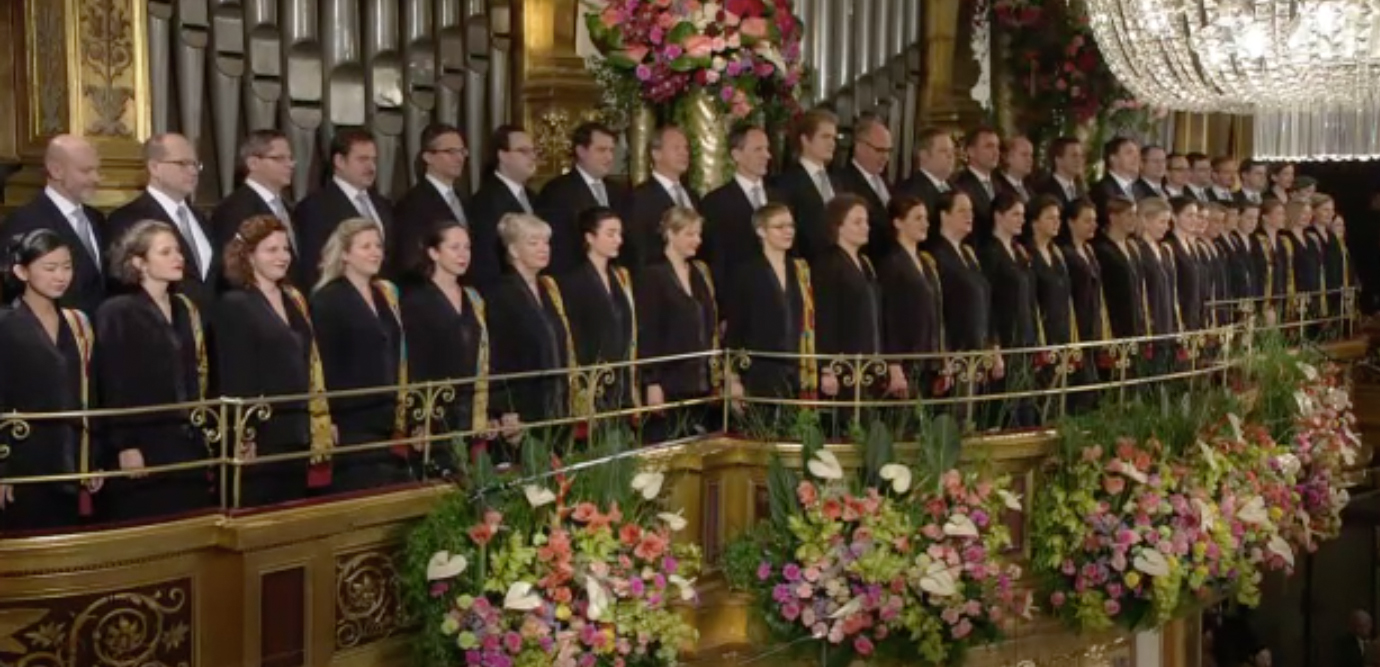
Neujahrskonzert der Wiener Philharmoniker 2017 – Mondaufgang

Orozco-Estrada leitete das Stabat mater von Rossini mit den Symphonikern und ihm wurde am 12. Dezember die Ehrenmitgliedschaft des Chores verliehen.
2017 wirkte der Singverein unter Gustavo Dudamel erstmals an einem Neujahrskonzert der Wiener Philharmoniker mit. Dargeboten wurde der Mondaufgang aus dem Dritten Akt der Oper Die lustigen Weiber von Windsor von Otto Nicolai, dem Gründer der Philharmonischen Konzerte des Wiener Hofopernorchesters 1842 (Wiener Philharmoniker).
Unter Michael Schønwandt gab es im Jänner 2017 mit den Tonkünstlern NÖ in Wien und St. Pölten drei Aufführungen von Elgars Oratorium The Dream of Gerontius mit David Butt Philip in der Titelrolle. Im März gab es unter Tugan Sokhiev eine konzertante Aufführung von Jules Massenets Don Quichotte mit Ferruccio Furlanetto in der Titelrolle. Weiters gab es zwei Konzerte mit den Fragmenten von Tschaikowskis zweiter Oper Undina unter Wladimir Fedossejew. Mit dem RSO kam unter Jakub Hrůša der Psalmus Hungaricus von Zoltán Kodály zu Gehör.
Im März und April wurde dann noch zweimal Beethovens 9. Sinfonie (im Musikverein unter Dudamel und bei den Osterfestspielen unter Thielemann) sowie die Missa solemnis (unter Orozco-Estrada), anschließend dann Haydns Schöpfung mit der Wiener Akademie aufgeführt. Ende Mai sang der Chor erstmals unter Daniel Harding und mit dem Orchestre de Paris Mahlers Auferstehungssinfonie (Soli: Christiane Karg und Wiebke Lehmkuhl). Anlässlich der Langen Nacht der Kirchen 2017 sang der Singverein in der Augustinerkirche u. a. Zoltán Kodálys Missa brevis.
Unter Herbert Blomstedt gastierte der Wiener Singverein erstmals im Gewandhaus Leipzig und sang mit dem dortigen Chor, dem Gewandhausorchester sowie den Solisten Siobhan Stagg und Michael Nagy Ein deutsches Requiem von Brahms. Damit haben zwei der Chöre, die an den Uraufführungen des Werkes beteiligt waren, erstmals gemeinsam musiziert.
Mit dem Cleveland Orchestra unter Franz Welser-Möst wirkte der Singverein am 19./20. Oktober 2017 in einer szenisch/filmischen Fassung von Leoš Janáčeks Schlauem Füchslein mit, die Yuval Sharon inszeniert hat. In konzertanter Fassung wurde die Aufführung am 28. Oktober in der Philharmonie Luxembourg wiederholt.

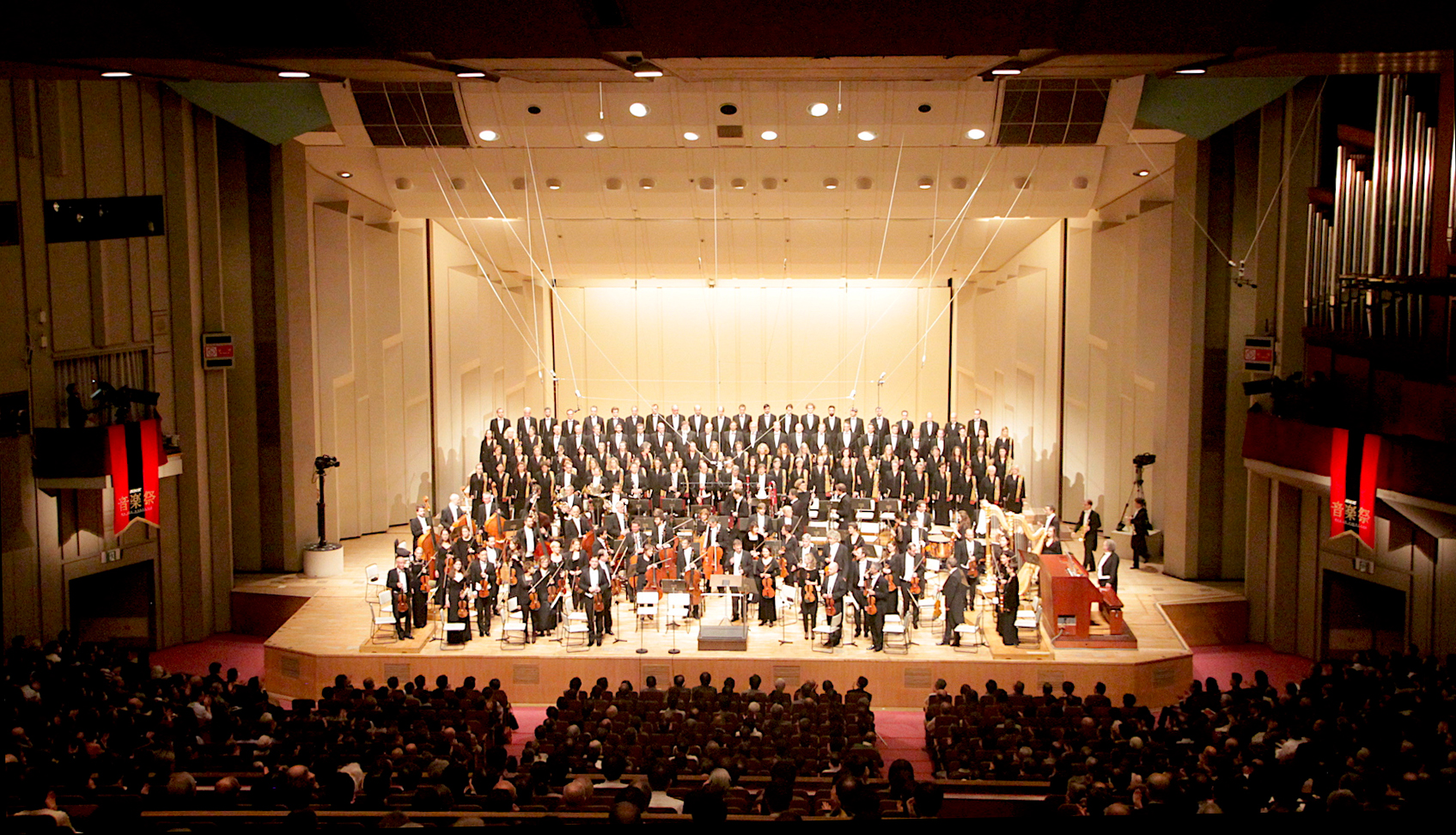
Herbert Blomstedt, Singverein, Gewandhausorchester, NHK-Hall Tokio

Am 23. Oktober gastierte der Singverein mit dem Gewandhausorchester, Nagy und Hannah Morrison unter Blomstedt in der Philharmonie de Paris, wo Brahms’ Requiem am Programm stand. Dasselbe Programm wurde anschließend auch im Wiener Musikverein und bei einer Südostasien-Tournee dargeboten. Bei seinen ersten Konzerten in China bot der Singverein Mozarts und Brahms’ Requien gemeinsam mit dem Shanghai Symphony Orchestra unter Andris Poga in der Philharmonie Shanghai dar (Solisten: Ana Durlovski, Olesya Petrova, Benjamin Bruns, Dietrich Henschel). Bei den Konzerten in Tokio erklang unter Blomstedt in der NHK Hall wiederum Brahms’ Requiem sowie unter Johannes Prinz die von Heinrich Poos bearbeitete Fassung des Werkes mit Soli, Chor, zwei Klavieren (Pawel Markowicz, Thomas Schnabel) und Pauke.
Vom 17. bis 20. Dezember 2017 fanden vier Darbietungen von Mahlers Sinfonie der Tausend im Musikverein und in St. Pölten statt. Erstmals in seiner Geschichte übernahm der Singverein den Part des Ersten Chors, der slowakische Konzertchor jenen des Zweiten, die Gumpoldskirchner Spatzen die Kinderstimmen. Unter der Leitung von Orozco-Estrada sangen Catherine Foster, Heidi Melton, Sunhae Im, Theresa Kronthaler, Kelley O’Connor, Robert Dean Smith, Jochen Schmeckenbecher und Günther Groissböck.
Im Jänner bis März 2018 präsentierte der Singverein Werke von Giacinto Scelsi (Konx-Om-Pax unter Philippe Jordan), Gottfried von Einem (An die Nachgeborenen unter Markus Poschner) und Mahlers 3. Symphonie (unter Thielemann). Im April 2018 kam Leonard Bernsteins Kaddish-Sinfonie mit den Tonkünstlern unter Yutaka Sado zu Gehör, den Part der Sprecherin übernahm Ruth Brauer-Kvam, den des Soprans Carolyn Sampson. Beim Gastspiel der Berliner Staatskapelle unter Barenboim gab es mehrere Debussy-Programme (Trois Nocturne, La Damoiselle élue sowie Le Martyre de Saint Sébastien), außerdem wurde im Mai unter Nelsons und Welser-Möst Beethovens Neunte dargeboten.
Die Eröffnung der Konzertsaison in Grafenegg hat der Singverein mit den Tonkünstlern und den Sängerknaben mitgestaltet: Es kam Benjamin Brittens War Requiem zu Gehör unter Leitung von Yukari Saito und Yutaka Sado (Solopartien: Anna Samuil, Christian Elsner, Lucas Meachem). Unter der Leitung seines Ehrenmitglieds Fedossejew und mit dem Tschaikowski-Symphonieorchester führte der Singverein am 30. September 2018 erstmals die Chorfassung der Ouvertüre 1812 auf.
Im Oktober 2018 trat der Herrenchor des Singvereins erstmals mit den Sankt Petersburger Philharmonikern unter Juri Temirkanow (Basssolist: Petr Migunov) mit Babi-Jar von Schostakowitsch auf. Anschließend gastierte er mit dem Programm in der Philharmonie Essen und der Philharmonie Luxemburg.
Es folgten Konzerte mit dem in Wien vom Singverein 1912 auch erstaufgeführten Lélio von Berlioz, der zugleich mit Philippe Jordan, den Symphonikern und Ingrid Marsoner auch für eine CD-Produktion eingespielt wurde (Lélio: Markus Meyer, Horatio: Cyrille Dubois, Räuberhauptmann: Florian Sempey). Unter Jordan und mit den Solisten Werner Güra und Thomas Hampson sowie den Symphonikern gab es auch Brittens War Requiem. Mit der Tschechischen Philharmonie wurde unter Semyon Bychkov Mahlers Auferstehungssymphonie dargeboten. Nach Händel-Konzerten mit der Wiener Akademie im Musikverein und in Linz unter Haselböck, folgte im Jänner 2019 in der Salzburger Mozartwoche Mozarts Requiem mit den Wiener Philharmonikern unter Orozco-Estrada.

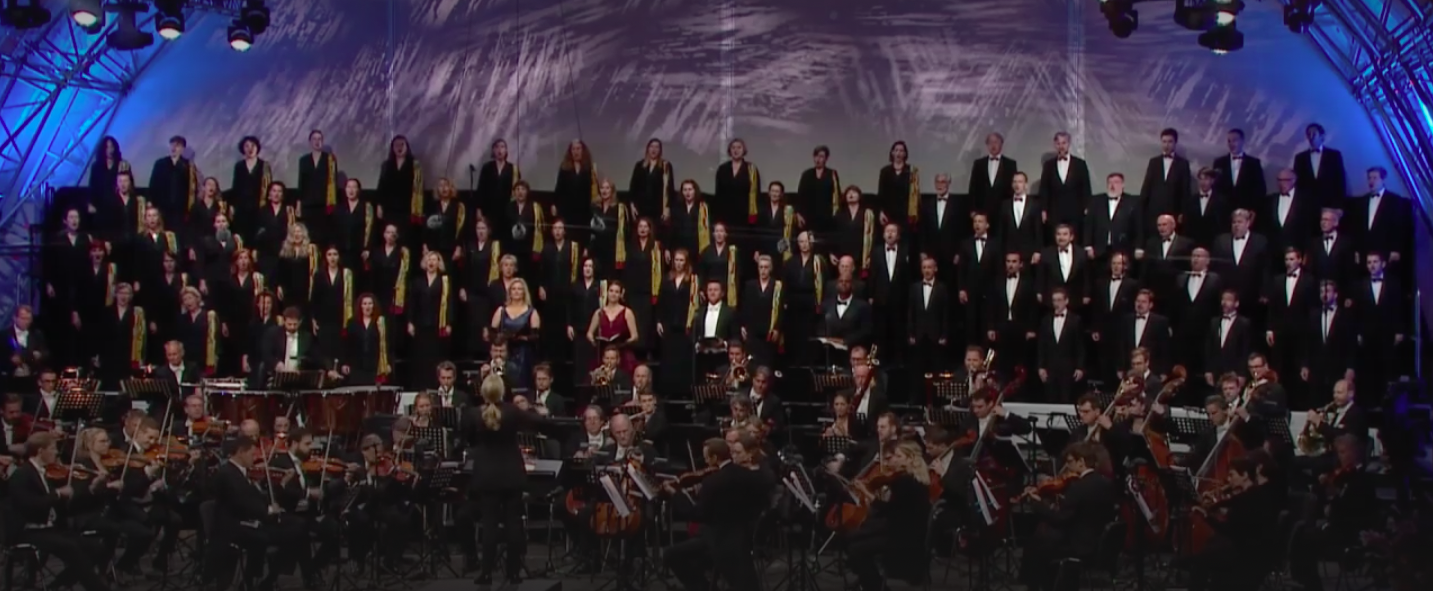
6. Juni 2021, „Ode an die Freude“, Oberes Belvedere

Ende Februar 2019 schlossen sich Darbietungen der Kantate Alexander Newski von Sergei Prokofjew unter Altinoglu an.
Am 6. Juni 2021 trat der Chor erstmals nach der coronabedingten Pause unter Karina Canellakis auf. Sie dirigierte vor dem Oberen Belvedere Beethovens „Ode an die Freude“ als international im Fernsehen übertragenes Konzert mit den Wiener Symphonikern (Soli: Camilla Nylund, Patricia Nolz, Piotr Beczała, Ryan Speedo Green).

## Neuere Tonträgeraufzeichnungen (CD oder DVD)
- Ludwig van Beethoven – Symphonie Nr. 9 – Ode an die Freude (Wiener Philharmoniker – Christian Thielemann) – DVD[17]
- Leonard Bernstein – Symphonie Nr. 3 «Kaddish» (Tonkünstler Orchester NÖ – Sado)
- Johannes Brahms – Ein deutsches Requiem (Cleveland Orchestra – Franz Welser-Möst)
- Johannes Brahms – Ein deutsches Requiem (Wiener Philharmoniker – Christian Thielemann)
- Antonín Dvořák – Requiem (Concertgebouw-Orchester – Mariss Jansons)
- Gottfried von Einem – Stundenlied (Wiener Philharmoniker – Franz Welser-Möst)
- Händel/Mozart/Mosel – Timotheus oder die Gewalt der Musik (Concentus Musicus Wien – Nikolaus Harnoncourt)
- Gustav Mahler – Symphonie Nr. 2 – Auferstehung (Wiener Philharmoniker – Gilbert Kaplan)
- Gustav Mahler – Symphonie Nr. 2 – Auferstehung (Wiener Philharmoniker – Pierre Boulez)
- Gustav Mahler – Symphonie Nr. 3 (Bayerisches Staatsorchester – Zubin Mehta)
- Gustav Mahler – Symphonie Nr. 3 (Wiener Philharmoniker – Boulez) – prämiert mit dem Grammy 2004
- Otto Nicolai – Mondchor aus Die lustigen Weiber von Windsor (Sommernachtskonzert Schönbrunn 2010, Wiener Philharmoniker, Welser-Möst)

(und im Rahmen des Neujahrskonzerts 2017 – Gustavo Dudamel)
- Gioachino Rossini – Petite Messe solennelle (Aufzeichnung vom Mai 2013 – Orchestre National de France – Daniele Gatti)
- Gioachino Rossini – Stabat Mater – Orchestre Philharmonique du Luxembourg – Gustavo Gimeno
- Robert Schumann – Manfred – Schauspielmusik (Tonkünstler Orchester NÖ – Bruno Weil)
- Franz Schmidt – Das Buch mit sieben Siegeln (Wiener Philharmoniker – Harnoncourt)
- Franz Schmidt – Das Buch mit sieben Siegeln (Tonkünstler Orchester NÖ – Kristjan Järvi)
- Karol Szymanowski – Symphonie Nr. 3 – Lied der Nacht (Wiener Philharmoniker – Boulez) – ECHO Klassik für die Sinfonische Einspielung des Jahres 2011
- Richard Wagner – Tristan und Isolde – Duett-Szenen (Deborah Polaski, Johan Botha, RSO Wien – Bertrand de Billy)